# Eunidia quadrialbosignata
Eunidia quadrialbosignata là một loài bọ cánh cứng trong họ Cerambycidae.